# Wer früher stirbt ist länger tot
Wer früher stirbt ist länger tot es una película alemana, del director Marcus H. Rosenmüller, estrenada en el año  2006.